# Poznamenaní
Poznamenaní (anglicky The Search) je švýcarsko-americký válečný film, který v roce 1948 natočil režisér Fred Zinnemann. Film získal dva Oskary, jednoho získal David Wechsler za nejlepší scénář a druhého za nejlepší výkon v dětské roli Ivan Jandl, který navíc ještě získal Zlatý Glóbus. Stal se tak prvním Čechem, který kdy měl sošku Oskara. 

## Děj
Po válce se z koncentračních táborů vracejí tisíce lidí, včetně dětí ze všech evropských zemí. Mezi nimi je i devítiletý Karel Malík, který je velmi nedůvěřivý a nechce se opět nechat zavřít do sběrného tábora, který hledá rodiny těchto dětí. Proto jednou při převozu uteče a v rozvalinách německého města jej pak najde americký voják Ralph „Steve“ Stevenson, který se chlapce ujme. Ani jeden z nich netuší, že Karlova maminka Hana také válku přežila a hledá syna ve všech tranzitních táborech, řízených Červeným křížem.  Malý Karel mezitím dostane nové jméno, a protože v Osvětimi zapomněl svou rodnou češtinu, naučí jej Steve mluvit anglicky, a dokonce si ho chce odvést do Států.

## Obsazení
| Ivan Jandl       | Karel Malík             |
| Montgomery Clift | Ralph 'Steve' Stevenson |
| Aline MacMahon   | paní Murray             |
| Jarmila Novotná  | paní Hana Malíková      |
| Wendell Corey    | Jerry Fischer           |